# آب دندون

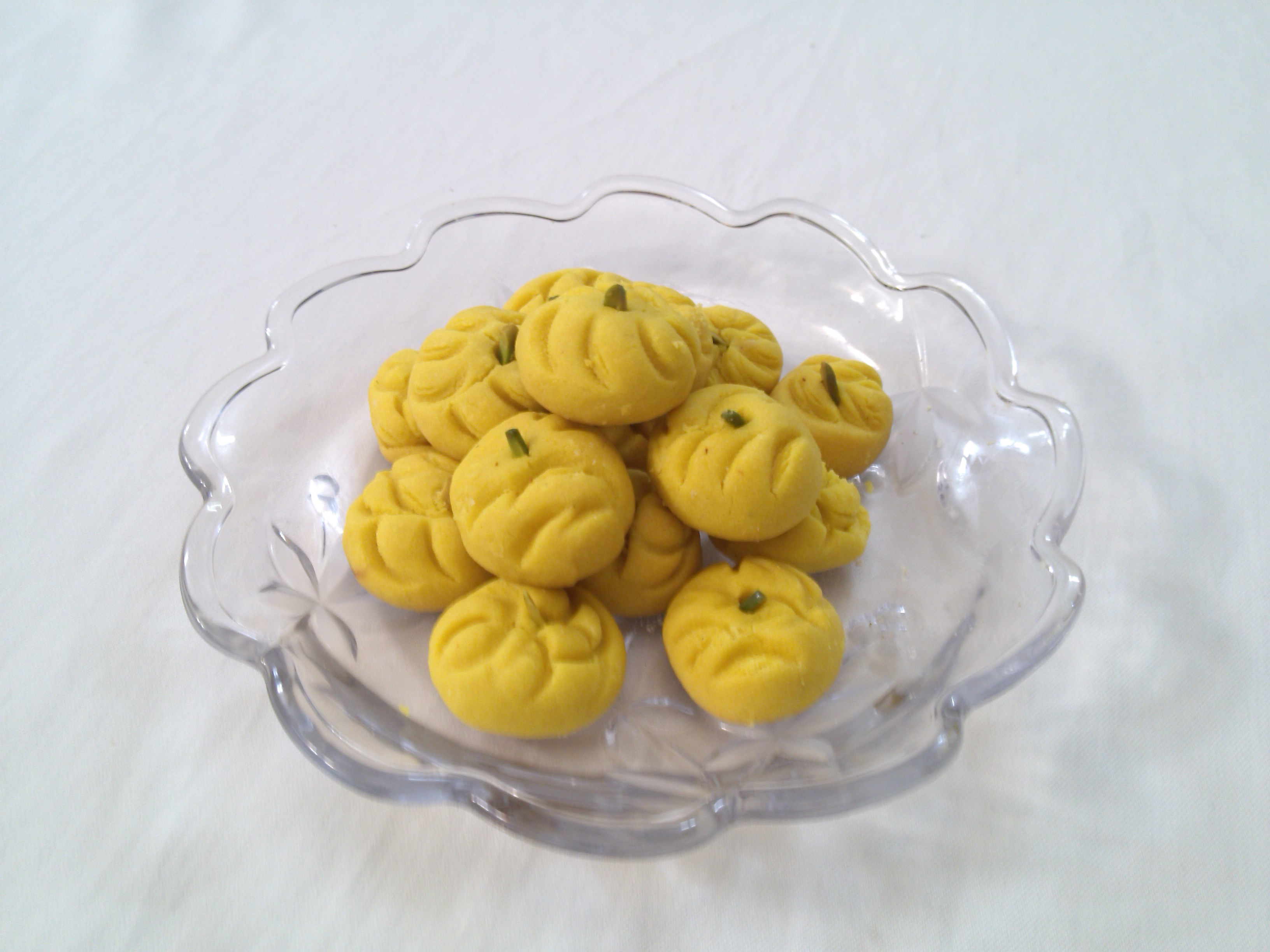
آب دندون زعفرانی

آب دندون نوعی شیرینی سنتی و معروف مازندران است که بخاطر ترد بودن به این نام مشهور است و به روایتی در اصل، نامش باب دندون بوده‌است. این شیرینی سنتی برای مراسم عروسی، در اندازه‌های درشت درست می‌شود و به همراه خریدهای عروس در سینی‌های بزرگ برای خانواده عروس فرستاده می‌شد که به آن خنچه می گویند. این رسم هنوز هم در بعضی خانواده‌ها مرسوم است. همچنین برای نوروز این شیرینی را در اندازه کوچک درست می‌شود. این شیرینی فقط با کمی تفاوت شبیه به نان برنجی است.